# Sicujsan
Sicujsan (egyszerűsített kínai írással: 石嘴山市, pinjin: Shízuǐshān Shì) prefektúra szintű város Kínában, Ninghszia-Huj Autonóm Terület tartományban. Lakosainak száma 751 389 fő (2020).

## Népesség
| 2007 | 730 400 |
| 2020 | 751 389 |

## Testvérvárosok
- Hamada